# Макаров, Александр Владимирович (футболист)
Алекса́ндр Влади́мирович Мака́ров (14 марта 1978, Долгопрудный, Московская область) — российский футболист, полузащитник.

## Карьера
Воспитанник футбольной школы московского «Динамо», в которой занимался с 1985 года. Играл за юношескую сборную Москвы в 1992—1995 годах. В 1995 выступал за «Динамо-2», а с 1996 по 1997 за «Динамо»-д в третьей лиге. В чемпионате России дебютировал 1 августа 1998 года в матче с ЦСКА, выйдя на замену Ролану Гусеву на 55-й минуте. Параллельно с выступлением за основную команду, играл также за «Динамо»-2. Покинув «Динамо», присоединился к «Шиннику» в 2000 году, где играл до мая, а затем перешёл в «Химки». Последней профессиональной командой был «Металлург-Кузбасс» в 2005 году, с 2006 по 2007 выступал за любительский клуб «Долгие Пруды».